# Aglia subcaecaanthrax
Aglia subcaecaanthrax är en fjärilsart som beskrevs av Standfuss 1910. Aglia subcaecaanthrax ingår i släktet Aglia och familjen påfågelsspinnare. Inga underarter finns listade i Catalogue of Life.